# عبد الله بن إبراهيم العبد الكريم
عبد الله بن إبراهيم العبد الكريم رئيس الهيئة السعودية للمياه، ورئيس مجلس إدارة شركة نقل وتقنيات المياه. بالإضافة إلى كونه يشغل عدة مناصب استراتيجية في الاستدامة وإدارة المياه والابتكار في المنطقة. فهو عضو مجلس إدارة في المؤسسة العامة لتحلية المياه المالحة، ومؤسس ورئيس مجلس إدارة شركة نقل وتقنيات المياه التي تشرف على شبكة حيوية تضم 7 أنظمة نقل تمتد على طول 11,800 كيلومتر، بسعة نقل يومية تبلغ 18 مليون متر مكعب. كما يشغل منصب نائب رئيس مجلس إدارة شركة حلول المياه (WSM) المملوكة بالكامل لصندوق الاستثمارات العامة، حيث يواصل قيادة المبادرات الهادفة إلى تعزيز كفاءة واستدامة موارد المياه.

## التعليم
- حصل على درجة البكالوريوس في هندسة الحاسب الآلي من جامعة الملك سعود في الرياض.[6]

## حياته العملية
- في عام 2014، أصبح عبد الله بن إبراهيم العبد الكريم نائب محافظ المؤسسة العامة لتحلية المياه المالحة (SWCC)، وهو المنصب الذي شغله حتى عام 2020. وبدوره كنائب محافظ، ركز على تطوير وتنفيذ الخطط الاستراتيجية للشركة بما يتماشى مع رؤية المملكة العربية السعودية 2030، مع التركيز على فرص تحسين العمليات بالاستفادة من التقنيات الناشئة في مجال تحلية المياه وأنظمة التوزيع، وعمل مع مختلف الجهات الحكومية والمنظمات الخاصة والشركاء الدوليين.[7][8][9][10][11]
- في مايو 2020، عُين عبد الله بن إبراهيم العبد الكريم محافظًا للمؤسسة العامة لتحلية المياه المالحة بموجب مرسوم ملكي، واستمر في شغل مناصبه الأخرى رئيساً لشركة نقل وتقنيات المياه (WTTCO) ونائب رئيس شركة حلول المياه (WSM).[12][13][14][15][16]
- في مايو 2024 عُين لفترة جديدة مدتها أربع سنوات رئيساً للهيئة السعودية للمياه (SWA)، مع الإعلان عن تغيير الاسم وتوسيع المهام.[1]